# 迷魂記
《迷魂記》（英語：Vertigo）是英國導演亞佛烈德·希區考克於1958年所執導的心理驚悚片，改编自波瓦罗·纳尔瑟加克在1954年写的小说《活人与死人》。电影的剧本是由阿莱克斯·科佩尔和撒母耳·泰勒写的。
在这部电影中，詹姆斯·史都華演的是一位前警方侦探约翰·「史考提」·佛格森。他在一次任务后患上了眩晕和忧郁，不得不提前退休，随后他被聘为私家侦探去跟踪一个行为异常的女士瑪德蓮·艾爾絲特（由金·露華饰演）。
这部电影取景在加利福尼亚州的旧金山和好莱坞的派拉蒙工作室。电影利用了大量的滑動變焦(Dolly Zoom)（镜头360度旋转）的摄影手法去展现史考提的恐高症，因此这种手法也被称为“眩晕效果”。
这部电影刚上映的时候，评价好坏参半，但是渐渐广受称赞，随后被称为希区考克的经典电影和他导演生涯的里程碑。《迷魂記》被廣泛的評價為歷史上最偉大的電影之一。2008年，此片上映整整50年後，美國電影學會將其評選為百年來最偉大的懸疑電影；2012年英國電影學會《視與聽》雜誌更將其評選為史上最偉大十部電影的榜首。

## 劇情概述
舊金山的警方侦探約翰·「史考提」·佛格森（由詹姆斯·史都華饰演）在一次任务中，和一个警察同事在屋顶追捕犯人。史考提不小心滑下屋顶，並紧紧的抓住屋檐。他的同事设法救他却不幸坠楼身亡。史考提因此患上後天型懼高症，從高處往下看就會眩暈甚至失去意識，不得已只好提前退休，经常呆在他的前未婚妻米蒂·伍德（由芭芭拉·貝兒格蒂饰演）的画室裏。史考提想用爬梯子的方法克服恐高症，但没有成功。米蒂说唯一的治愈方法可能是再經歷一次沉重的心理打击。
現為企業家的加文·埃尔斯特是史考提的舊同學，他當初靠著岳父家的財勢而發跡。加文聘請史考提跟踪他的妻子瑪德蓮·艾爾絲特（由金·露華饰演），因为他怀疑妻子被灵魂附身。史考提并不相信他的说法，但是经不住加文的苦苦哀求，接受了他的聘请。史考提在餐厅见玛德莲的第一面就被她的优雅气质深深打动，情不自禁爱上了她。
第二天，史考提的跟踪任务正式开始。玛德莲先去一家花店买了一束花，然后去了墓地，在卡洛塔·巴尔德斯的墓碑前站了好久。接着，她去了一家艺术博物馆，在卡洛塔的画像前坐了好久。史考提发现玛德莲的发型和捧的花都和画中的卡洛塔非常相像。最后，史考提尾随玛德莲来到了马克徐克酒店。史考提在楼下看到玛德莲站在酒店最高层左手第一间房间的窗口。可是当他进去询问酒店登记员的时候，登记员否认玛德莲今天来过，因为她并没有来拿房间钥匙。史考提恳请登记员上楼查看玛德莲的房间，登记员不情愿的上去，史考提留在楼下（守着出口）。不一会，登记员气呼呼的请史考提上去，证实玛德莲的房间是空的。史考提疑惑的向窗外看去，突然意识到玛德莲的绿车不知道什么时候不见了。
史考提向米蒂寻求帮助，米蒂带他去见一位精通当地历史的专家。专家告诉他们到卡洛塔死于悲惨的自杀。史考提再去见加文的时候得知卡洛塔就是玛德莲的曾祖母。加文怀疑附在他妻子身上的就是她曾祖母的灵魂，但是玛德莲根本不知道卡洛塔。故事发展到这里，史考提猜想整件事的实情是，瑪德蓮幻想自己是她的已故曾祖母，因此重複曾祖母年輕時的打扮及行為，並且有嚴重自殺傾向。
又一天的跟踪任务开始了，史考提尾随玛德莲来到堡垒点（就在金门大桥下面）。玛德莲把手中的花束里的花一朵一朵的摘下来丢入水中，最后纵身跳入旧金山湾。史考提立刻冲上前把玛德莲从水里救上来，因为不知道可以把她带到哪里去，史考提把她带回自己家、让她在自己床上休息。玛德莲醒来后，史考提让她坐在暖暖的炉火边，一边试着找出她想要自杀的原因，可是玛德莲回忆不到任何东西。同时，情愫在他们之间悄然而生。突然，美好的气氛被加文的电话打断，当史考提进入里屋接电话的时候，玛德莲飞快的穿上衣服走了。史考提發現自己深深的愛上了她，但不敢表露。
另一天的早晨，史考提开车跟踪玛德莲的时候，惊讶的发现玛德莲来到自己家门口，原来玛德莲亲自来送感谢信。史考提担心玛德莲会再次自杀，他提议两人共度一天。玛德莲开车带史考提去缪尔树林，随后到了17哩路的圆石滩旁边的孤柏处。玛德莲承认她的噩梦听起来很荒唐，激动之下向大海冲去。史考提赶紧抓住她。两人相拥相吻。
凌晨，史考提在家中沉思时被门铃打断，来人正是玛德莲，原来她刚被噩梦惊醒，她进屋后就开始激动地描述。史考提发现她噩梦裏的场景和圣胡安·保底斯塔（旧金山的一座西班牙教堂）非常相像。史考提带玛德莲去了那个教堂，在马厩里，他们承认了对彼此的爱意，可是玛德莲不停的说“太晚了，太晚了”，随后挣脱史考提，跑上钟楼想要自盡。史考提為救她而追趕過來，卻因為懼高症發作，一陣眩暈而耽擱了時間。就在他快要跑上鐘塔樓頂的时候，瑪德蓮的身体从窗口飞下，咽了气。史考提崩溃了，他麻木的从钟楼下来，不忍看玛德莲的尸体，默默地离去了。
场景转到法院，史考提面色凝重地和律师坐在被告席上，加文在听众席上十分担心的看着史考提。法官最后判史考提无罪，玛德莲的死纯属自杀。可是史考提觉得非常羞愧，因恐高症让他无法救一个近在咫尺的轻生女子。审判结束时，加文留下和史考提单独说话。加文为玛德莲的死深深悲傷，不過了解這是意外，并且对被灵魂附身的玛德莲来说这个结局无法避免，当初聘请史考提的时候并没有想到会给史考提带来这么大的麻烦和打击。加文以想要離開傷心地為由遠走他鄉。
尽管没有受到加文的怪罪，史考提情绪低落到极点，他到一家疗养院接受治療。他像哑了一样，两眼呆滞，一句话都说不出来，每天都被噩梦缠绕。米蒂来看他的时候，他也没有一点好转。
出院後，史考提在曾经遇到玛德莲的地方流连，餐厅、花店、教堂。好多次，他都以为自己又见到玛德莲了，但是后来都发现自己认错人。某天，他偶遇一名相貌酷似瑪德蓮的女子茱蒂，只是打扮與氣質差很远。史考提主動追求茱蒂，把她當作瑪德蓮來愛，將茱蒂比照瑪德蓮打扮起來。
事實上，茱蒂的確就是瑪德蓮。一個陰險的謀殺案即將被史考提揭發，對他而言，真正的悲劇才正要開始……

## 評價
《迷魂記》氣氛神秘哀愁、節奏迂迴舒緩。雖然在當時影評及票房都並不十分成功，後世評價卻越來越高。希區考克認為這部淒豔迷離的驚悚及愛情片是他最喜歡的作品之一，現在也多被認定這是亞佛烈德·希區考克的巔峰之作。
此片得到1959年奧斯卡金像獎的兩項提名：最佳藝術指導奖以及最佳混音奖。

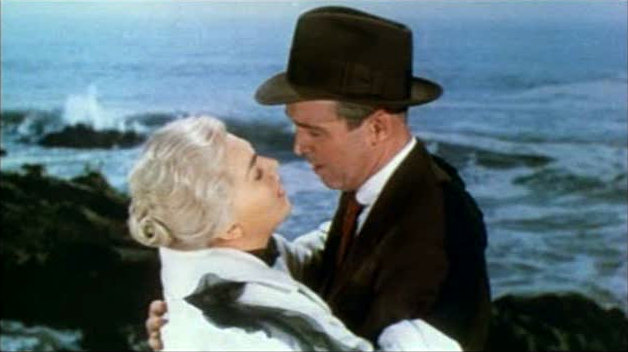
瑪德蓮和史考提。

希區考克和史都華分別得到1958年聖塞瓦斯提安國際影展的最佳導演獎及最佳男主角獎。
《迷魂記》與《後窗》等希區考克電影，從1980年代開始被重新評價，並且多次於電影院再度上映，詹姆斯·史都華等人終於在有生之年看到自己這部作品博得越來越多的敬意。
《迷魂記》在美國電影學會評選的百年百大電影系列，1997年百年百大電影名單中被列入第61名，但是在2007年新版的AFI百年百大電影中躍升至第9名，是希區考克入選的4部電影（《迷魂記》#9、《驚魂記》#14、《後窗》#48、《北西北》#55）中位列最前者；此片也入選AFI百年百大驚悚電影第18名、AFI百年百大愛情電影第18名。2008年的AFI百年各類型電影十大佳片，《迷魂記》名列懸疑片的第一名。
1992年、2002年、2012年英國電影學會（BFI）《視與聽》（Sight & Sound）雜誌每隔十年所評選的「最偉大的十部電影」，《迷魂記》分別名列第4名、第2名、第1名。
2005年，英國第二暢銷的電影雜誌《Total Film》，將《迷魂記》評為史上最偉大的電影第2名。
此片也因為它「文化上、歷史上、美學上」的重要價值，被選為美國國家電影保護局（National Film Preservation Board）指定收藏。

## 相片

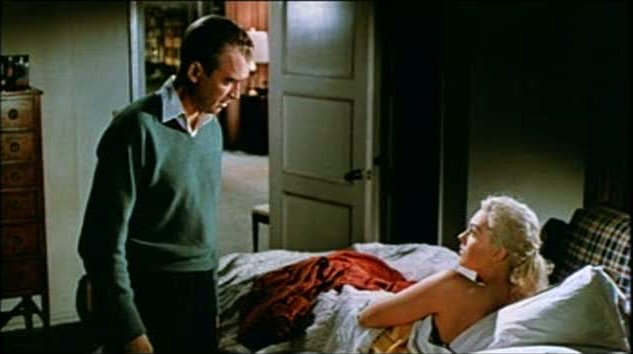
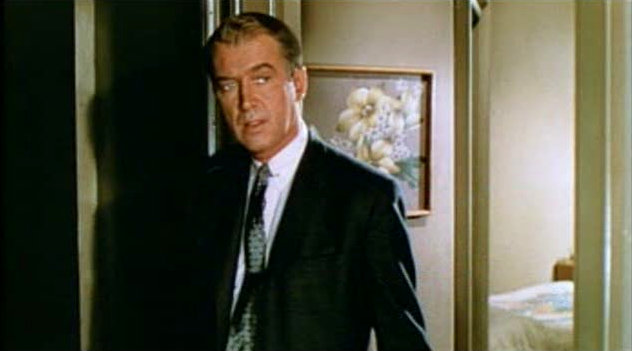
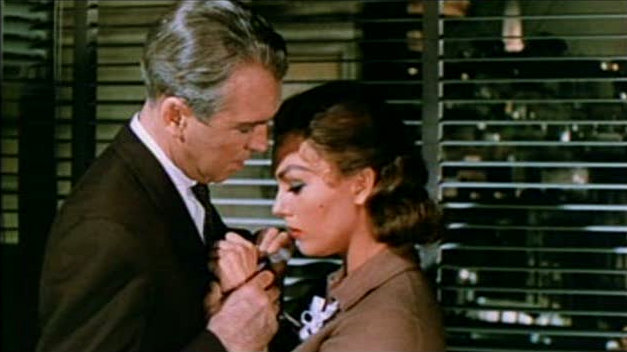
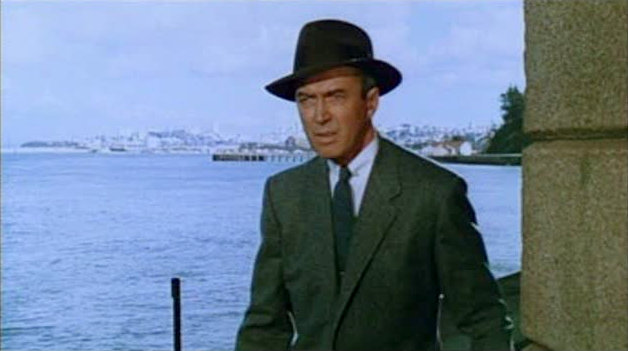
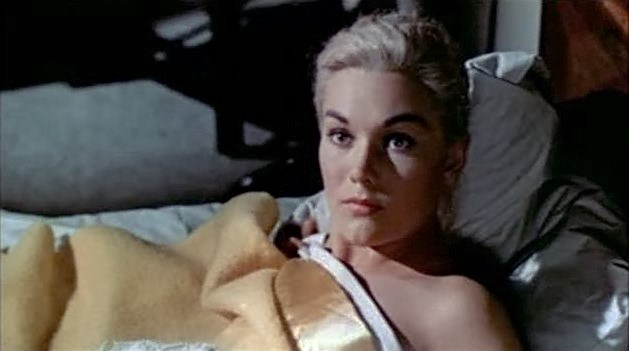

## 文化影響
- 導演布萊恩·狄帕瑪（Brian De Palma）1976年的電影《執著》（Obsession，或亦譯作「迷情記」並造成混淆），靈感取自本片。本片的電影作曲家柏納德·赫曼亦為《執著》一片作曲。

- 布萊恩·狄帕瑪1984年的電影《替身》（Body Double），效法本片與《後窗》、《電話謀殺案》等希區考克經典作品。

- 導演梅爾·布魯克斯（Mel Brooks）1977年的電影《緊張大師》（High Anxiety）也是仿傚本片。尤其在片中最後的場景「迴旋的鐘塔樓梯」之處最為明顯。

- 南韓導演朴贊郁曾說，是本片讓他立志成為導演。

- 導演保羅·范赫文（Paul Verhoeven）1992年的電影《第六感追緝令》也是在舊金山攝製，並被認為有多處風格、主題方面效法本片，尤其是莎朗·史東飾演女主角的特質。

- 同樣來自舊金山的搖滾樂團不再信仰合唱團（Faith No More）1976年的歌曲《Last Cup of Sorrow》向本片致敬。不但專輯封面的背景圖案、標題字體與本片一模一樣，連主唱者也穿著與詹姆斯·史都華所飾的史考提一樣。

- 西班牙導演亚历杭德罗·阿梅纳瓦尔（Alejandro Amenabar）1997年的電影《睜開你的雙眼》（英：Open Your Eyes  西：Abre Los Ojos）被認為算是重製本片。[來源請求]

- 法國導演克里斯·馬克（Chris Marker）1968年的短片《沒有陽光》（La Jetée、The Jetty、The Pier）使用多處本片的場景，包括本片男女主角同遊加州州立紅木公園（英语：Big Basin Redwoods State Park）那一段。克里斯·馬克本人亦在他的文章開玩笑說，他這短片是本片在巴黎的重拍片。

- 1998年美國的電視影集《70年代秀》，劇中人物Eric Forman也是站在高處會暈眩，差一點從屋頂掉下來。

- 2004年美國的電視影集《醫神》第三季，劇中人物James Wilson博士的辦公室掛了幾張本片的海報，在《House vs. God》、《Safe》其中兩集，James Wilson還在劇中看本片。

- 1992年美國動畫影集《蝙蝠俠》的其中一集《Off Balance》（失去平衡），也是在教堂鐘塔樓頂達到劇情高潮，劇中甚至有一名反派角色姓Vertigo。

- 1989年美國動畫電視劇《辛普森家庭》第二季的《Principal Charming》一集，劇中人物Skinner校長走上鐘塔一景，亦效法本片。

- 1999年科幻電影《駭客任務》，其中有一段連續鏡頭與本片相似。

- 1999年HBO影集《黑道家族》第六季的《Kaisha》一集，也是有與本片相似的男女主角登高場景。

- 導演大衛·林區於2001年的電影《穆荷蘭大道》，劇中人物Betty Elms有一頭金髮、身著淺灰套裝，與金·露華所飾的瑪德蓮一樣；劇中人物Betty把Rita「改造」成金髮女郎，也與本片史考提「改造」茱蒂的努力相似。《穆荷蘭大道》亦使用了希區考克《意亂情迷》、《辣手摧花》等作品的元素。

- 大衛·林區於1990年的電視影集《雙峰》的情節，使用部分本片材料。劇中名為瑪德蓮·佛格森的人物，是以瑪德蓮·艾爾絲特的名字及史考提·佛格森的姓氏來命名。

- 杜蘭杜蘭搖滾樂團1986年的專輯《Notorious》、其中一首歌《Vertigo》，同時向本片及希區考克的《美人計》致敬。

- 導演特里·吉列姆1995年的電影《未來總動員》，劇中主角曾一起觀看本片的場景，其後的片段可以聽到本片的配樂。

- 2011年美國流行女歌手Lady Gaga在Born This Way一曲的音樂錄影帶裡，片頭使用了本片的片頭配樂。

- 1987年香港导演杨凡在《意亂情迷》中使用了本片近似结构，并在电影开头打出“献给希区柯克”。

## 外部連結
- 互联网电影数据库（IMDb）上《Vertigo》的资料（英文）
- TCM电影资料库上《Vertigo》的资料（英文）
- Filmsite.org （页面存档备份，存于） in-depth review and analysis
- A Swimming in the Head （页面存档备份，存于） Detailed critique of the 1996 restoration
- Jacobean Visions: Webster, Hitchcock and Google Culture
- A Very Different "Slice of Cake:" Restoring Alfred Hitchcock's Vertigo
- Vertigo: Then & Now Before and after images of San Francisco locations seen in the film
- 希區考克維基百科:迷魂記 （页面存档备份，存于）